# Lennert Van Eetvelt
Lennert Van Eetvelt (né le 17 juillet 2001 à Tirlemont en Région flamande) est un coureur cycliste belge, membre de l'équipe Lotto Dstny.

## Biographie
Lennert Van Eetvelt commence le cyclisme à l'âge de huit ou neuf ans,.

### Junior et espoir
En 2019, il se distingue en remportant les championnats du Brabant flamand juniors (course en ligne et contre-la-montre) ainsi qu'une étape de l'Étoile des Ardennes flamandes. La même année, il brille au niveau international en terminant troisième et meilleur grimpeur d'Aubel-Thimister-Stavelot, mais aussi cinquième du Tour du Pays de Vaud et huitième de la Course de la Paix juniors, deux manches de la Coupe des Nations Juniors (moins de 19 ans).
Il intègre la réserve de Lotto-Soudal en 2020. En 2021, il se classe seizième du Tour d'Italie espoirs, grâce à une bonne première partie de course (trois tops 10). Peu de temps après, il devient champion de Belgique du contre-la-montre espoirs, le jour de son vingtième anniversaire,.
En avril 2022, il termine deuxième de Liège-Bastogne-Liège espoirs, battu au sprint par Romain Grégoire.

### Carrière professionnelle

#### Lotto Dstny depuis 2023

##### 2023: une première année prometteuse chez les professionnels
Dans la foulée de ce Liège-Bastogne-Liège espoirs, il signe un contrat professionnel pour les saisons 2023 et 2024 au sein de l'équipe Lotto-Soudal, renommée Lotto-Dstny en 2023. Il commence bien sa première saison professionnelle en participant en janvier au Challenge de Majorque où il monte deux fois sur le podium lors du Trofeo Andratx-Mirador d'Es Colomer (3e place) puis, le lendemain, lors du Trofeo Serra de Tramuntana (2e place). En avril, il est suspendu pour une violation présumée de la loi antidopage mais il est complètement blanchi par la suite.
En mai, il remporte le classement général de l'Alpes Isère Tour ainsi que les deux dernières étapes qu'il gagne en solitaire. Le 7 juillet, il est vainqueur de la 2e étape du Sibiu Cycling Tour en Roumanie et termine à la 2e place du classement général derrière le Britannique Mark Donovan. Le 30 juillet, il réalise son meilleur résultat dans une course de l'UCI Word Tour en prenant la 11e place de la 2e étape du Tour de Pologne où il termine 15e du classement général.
Il participe à son premier Grand Tour, le Tour d’Espagne. Le 9 septembre, il fait partie de l'échappée initiale et se classe troisième de la 14e étape à Larra-Belagua derrière Remco Evenepoel et Romain Bardet. Lors de la 20e étape, il fait partie du groupe de cinq coureurs qui se disputent la victoire à Guadarrama. Il termine quatrième derrière Wout Poels, Evenepoel et Pelayo Sánchez.

##### 2024: victoires du Tour des Émirats arabes unis et du Tour du Guangxi
Le 26 janvier, il gagne à Lluc le Trofeo Serra de Tramuntana, une manche du Challenge de Majorque, en devançant Aleksandr Vlasov et Brandon McNulty dans un sprint à trois. Le 25 février, il remporte en solitaire la dernière étape au sommet du Jebel Hafeet et s'adjuge le classement général du Tour des Émirats arabes unis, sa première victoire sur une course de l'UCI World Tour. Ensuite, il est absent du peloton pendant trois mois et demi en raison d'une blessure tenace au genou. Il reprend la compétition le 20 juin lors du contre-la-montre des championnats de Belgique où il se classe huitième. Le 10 août, il monte sur le podium de la Classique de Saint-Sébastien 2024, arrivant seul pour conclure à la troisième place, sept secondes après le duo gagnant Hirschi-Alaphilippe.
Dix jours plus tard, le 20 août, il termine à la deuxième place de la 4e étape du Tour d'Espagne avec arrivée au sommet, dépassé in extremis  par Primož Roglič alors qu'il croyait avoir gagné. Il avait relâché ses efforts et levé les bras avant la ligne d'arrivée, tandis que son concurrent a continué à accélérer et l'a ainsi coiffé au poteau. Souffrant d'un important inconfort dans les poumons, il est non partant au départ de la 12e étape. Le 12 octobre, il reprend la compétition au Tour de Lombardie. Il fait partie du groupe de chasse de trois hommes avec Remco Evenepoel et Enric Mas derrière Tadej Pogačar mais termine à la 7e place, son premier top 10 sur un Monument. Il termine la saison en Chine, au Tour du Guangxi, course à étapes de l'UCI World Tour. Il y gagne la 5e étape au sommet de Nongla, et s'empare du maillot de leader qu'il conserve à l'issue de l'épreuve, remportant ainsi en 2024 les deux classements généraux des courses à étapes asiatiques de l'UCI World Tour.

##### 2025
Lennert Van Eetvelt entame la saison 2025 par le Tour des Émirats arabes unis qu'il avait remporté l'année précédente. Mais, cette année, la présence au départ du champion du monde Tadej Pogačar lui rend la tâche beaucoup plus difficile. Il termine quatrième des 1re et 3e étapes.

## Palmarès

### Junior et espoir
- 2019
  - Champion du Brabant flamand sur route juniors
  - Champion du Brabant flamand du contre-la-montre juniors
  - Étoile des Ardennes flamandes :
    - Classement général
    - 2e étape

  - Grand Prix de Villequier-Aumont
  - 3e d'Aubel-Thimister-Stavelot
- 2021
  -  Champion de Belgique du contre-la-montre espoirs
  - 2e de la course de côte de Vresse-sur-Semois
  - 3e du championnat de Belgique sur route espoirs
  - 3e du Grand Prix Jules Van Hevel
  - 5e du championnat d'Europe sur route espoirs
  - 9e du championnat d'Europe du contre-la-montre espoirs
- 2022
  - 2e étape de la Course de la Paix-Grand Prix Jeseníky
  - 6e étape du Tour d'Italie espoirs
  - 2e de Liège-Bastogne-Liège espoirs
  - 2e de la Flèche ardennaise
  - 2e du Tour d'Italie espoirs
  - 2e du Tour Alsace

### Carrière professionnelle
- 2023
  - Alpes Isère Tour : 
    - Classement général
    - 4e et 5e étapes

  - 2e étape du Sibiu Cycling Tour
  - 2e du Trofeo Serra de Tramuntana
  - 2e du Sibiu Cycling Tour
  - 3e du Trofeo Andratx-Mirador d'Es Colomer
  - 3e de la Mercan'Tour Classic Alpes-Maritimes
- 2024
  - Trofeo Serra de Tramuntana
  - Tour des Émirats arabes unis :
    - Classement général
    - 7e étape

  - Tour du Guangxi : 
    - Classement général
    - 5e étape

  - 3e de la Classique de Saint-Sébastien
  - 7e du Tour de Lombardie
- 2025
  - 8e du Tour de Catalogne
  - 9e des Strade Bianche

## Classements mondiaux
| Année                                 | 2021 | 2022 | 2023 | 2024 |
| ------------------------------------- | ---- | ---- | ---- | ---- |
| Classement mondial                    | 520e | 300e | 125e | 35e  |
| UCI Europe Tour                       | 420e | 241e | nc   | 27e  |
|                                       |      |      |      |      |
| Légende : nc = non classéSource : UCI |      |      |      |      |

## Résultats sur les Grands Tours

### Tour de France
1 participation
- 2025 : non-partant (15e étape)

### Tour d'Espagne
2 participations
- 2023 : 32e
- 2024 : non-partant (12e étape)

## Résultats sur les courses par étapes
Ce tableau présente les résultats de Lennert Van Eetvelt sur les courses par étapes de l'UCI World Tour hors Grands Tours auxquelles il a participé.
| Légende | Légende | Légende | Légende     | Légende | Légende     | Légende | Légende              | Légende | Légende       |
| ------- | ------- | ------- | ----------- | ------- | ----------- | ------- | -------------------- | ------- | ------------- |
| AB      | Abandon | HD      | Hors-délais | NP      | Non-partant | -       | Pas de participation | ×       | Pas d'épreuve |

| Année | Tour des Émirats arabes unis | Tour de Catalogne | Tour de Suisse | Tour de Pologne | Tour du Guangxi |
| ----- | ---------------------------- | ----------------- | -------------- | --------------- | --------------- |
| 2023  | -                            | 15e               | AB             | 15e             | -               |
| 2024  | Vainqueur                    | -                 | -              | -               | Vainqueur       |
| 2025  | 11e                          | 8e                |                |                 |                 |